# Carex purpureotincta
Carex purpureotincta är en halvgräsart som beskrevs av Jisaburo Ohwi. Carex purpureotincta ingår i släktet starrar, och familjen halvgräs.
Artens utbredningsområde är Taiwan. Inga underarter finns listade i Catalogue of Life.